# Rio Dăescu
O Rio Dăescu é um rio da Romênia, afluente do Boia Mare, localizado no distrito de Vâlcea.